# Amerikaanse pad
De Amerikaanse pad (Anaxyrus americanus of Bufo americanus) is een kikker uit de familie padden (Bufonidae).

## Naamgeving en taxonomie
Zowel de Nederlandstalige naam 'Amerikaanse pad' als de wetenschappelijke soortnaam americanus verwijzen naar het verspreidingsgebied dat bestaat uit delen van Noord-Amerika.
De soort werd voor het eerst wetenschappelijk beschreven door John Edwards Holbrook in 1836. Oorspronkelijk werd de wetenschappelijke naam Bufo americanus gebruikt. De soort behoorde lange tijd tot het geslacht Bufo waardoor deze naam in de literatuur veel wordt gebruikt.

## Uiterlijke kenmerken
De mannetjes worden ongeveer 8,5 centimeter lang, de vrouwtjes worden groter tot 11 cm. De lichaamskleur is variabel, de meeste exemplaren zijn bruin tot grijs maar ook roodachtige tot groene kleuren komen voor. De gehele bovenzijde van het lichaam is bedekt met kleine gele tot rode wratjes, met hier en daar een donkere tot zwarte vlek. Het oppervlak van deze vlekken is nooit groter dan de afstand tussen enkele ratten. Hiermee is de Amerikaanse pad van andere soorten binnen het areaal te onderscheiden. Andere soorten, zoals Anaxyrus fowleri, hebben veel grotere vlekken op het lichaam.
Deze soort lijkt wel op de in Europa algemeen voorkomende gewone pad (Bufo bufo) maar het lichaam is meer gedrongen en is bijna rond, ook zijn de poten korter.
De kop is afgerond en stomp, de ogen hebben een goudgele kleur en een horizontale pupil. De ogen zijn groot en zijn hoog op de kop geplaatst. Het trommelvlies of tympanum is relatief groot en duidelijk te zien.

## Algemeen
Het menu bestaat uit kleine ongewervelden zoals insecten en wormen. De Amerikaanse pad is nachtactief en overdag verstopt hij zich onder stenen of bladeren om tijdens de schemering te ontwaken. Belangrijke vijanden zijn reptielen als slangen, roofvogels zoals haviken en uilen en ten slotte rovende zoogdieren zoals wasberen, stinkdieren en dassen.
Als de pad verstoord wordt, houdt het dier zich dood door zich op de rug te draaien en zich enige tijd niet te bewegen. De belangrijkste vorm van verdediging bestaat uit de gifklieren in de huid en met name de parotoïden achter de ogen. Deze gepaarde klier is duidelijk te zien en wordt wel de oorklier genoemd.

## Voortplanting
De larven van veel Amerikaanse paddensoorten zijn giftig, en de Amerikaanse pad is hierop geen uitzondering. Ze zijn zo giftig dat de vissen die in de natuurlijke habitat voorkomen het verschil weten tussen een boomkikkerlarve en een paddenlarve. Boomkikkerlarven worden door de vissen buitgemaakt terwijl de paddenlarven met rust wordt gelaten.

## Verspreiding en habitat

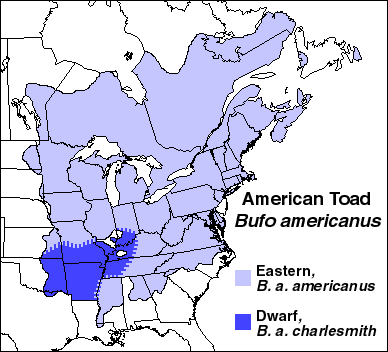
Verspreidingsgebied.

De Amerikaanse pad komt voor in zuidoostelijk Canada tot in de Verenigde Staten, ten oosten van de Rocky Mountains tot de Atlantische kust in Mexico. De pad houdt van vochtige en dichtbegroeide biotopen en kan dus in veel gebieden terecht; bossen, graslanden, heidevelden en moerassen, liefst met een strooisellaag waar in gescholen en gejaagd kan worden. In de paartijd is voor de voortplanting oppervlaktewater nodig, maar de kleinste watertjes voldoen. Deze soort is dan ook niet sterk aan water gebonden, maar is meestal niet ver van een bron te vinden. Warmere plaatsen hebben de voorkeur en de ideale dagtemperaturen liggen rond de 23 graden Celsius, de watertemperatuur rond de 20 graden. Zoals alle padden drinkt deze soort niet maar wordt water door de huid opgenomen als de pad met water in contact komt.
Ook in door de mens aangepaste habitats zoals parken en tuinen zijn een geschikt leefgebied. De pad wordt in zijn natuurlijke verspreidingsgebied gewaardeerd door tuinders vanwege het menu dat uit insecten bestaat. De pad graaft holletjes waarin overdag geschuild wordt en is ook wel onder stenen te vinden.

## Afbeeldingen

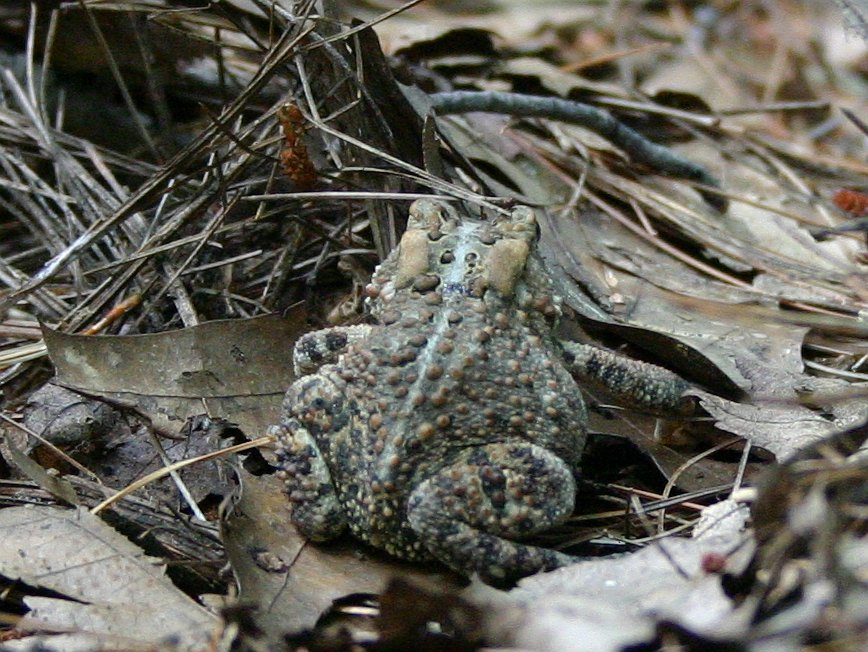
De bonte kleuren en duidelijk zichtbare 'wratten' op de rugzijde.
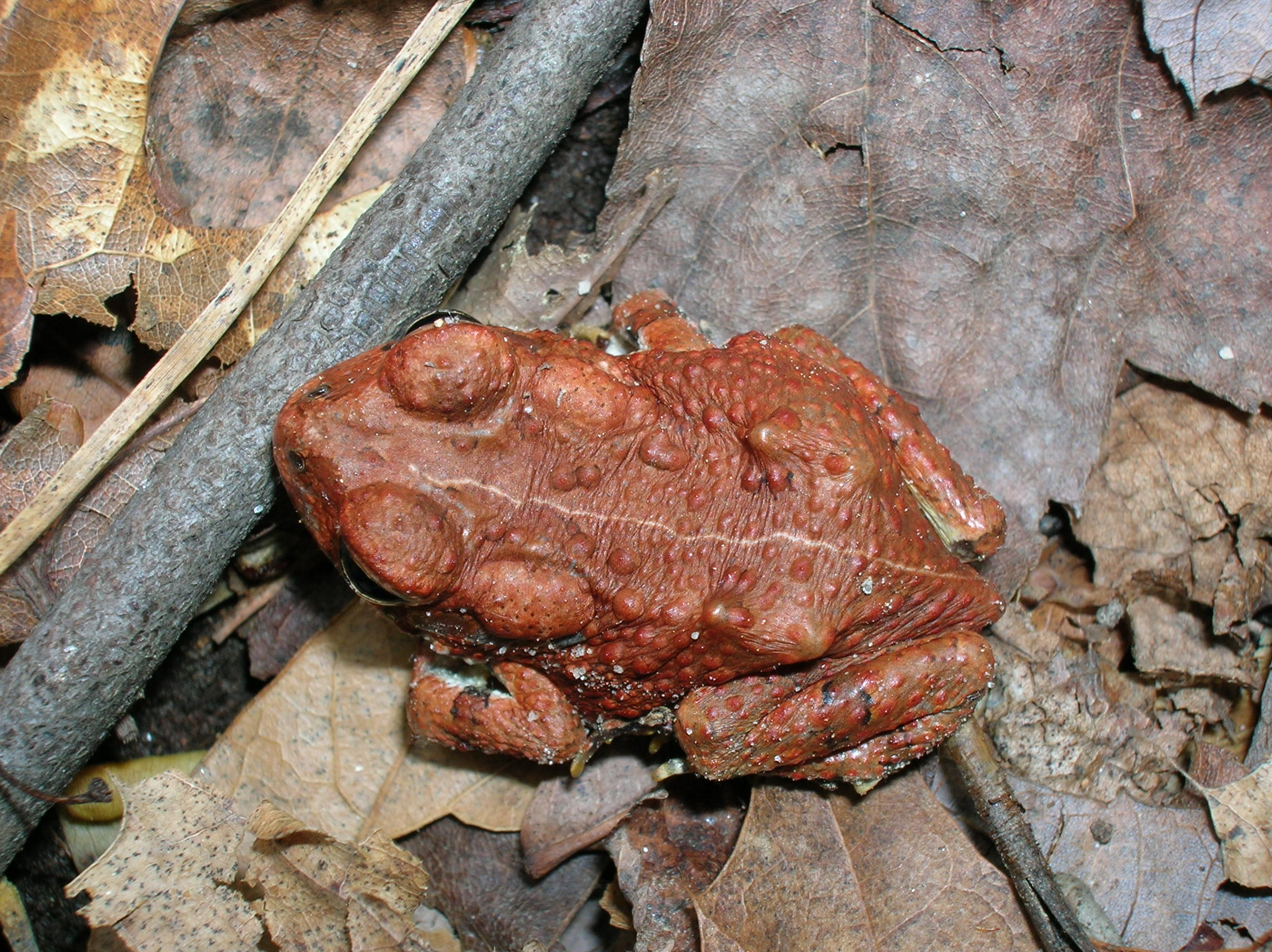
Een juveniel met een kenmerkende rode kleur.
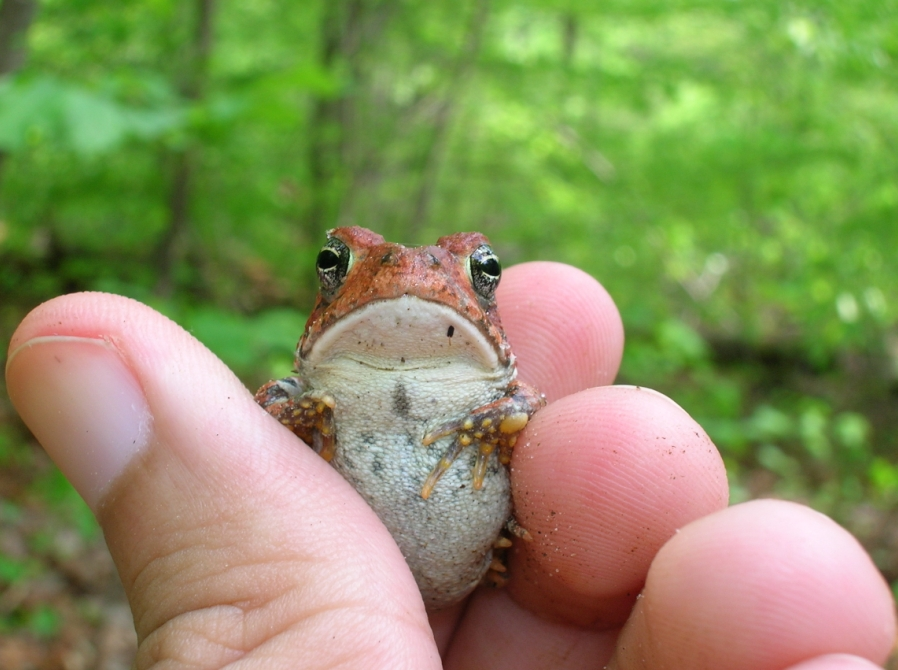
Voorzijde van waarschijnlijk ondersoort B. a. charlesmithi.
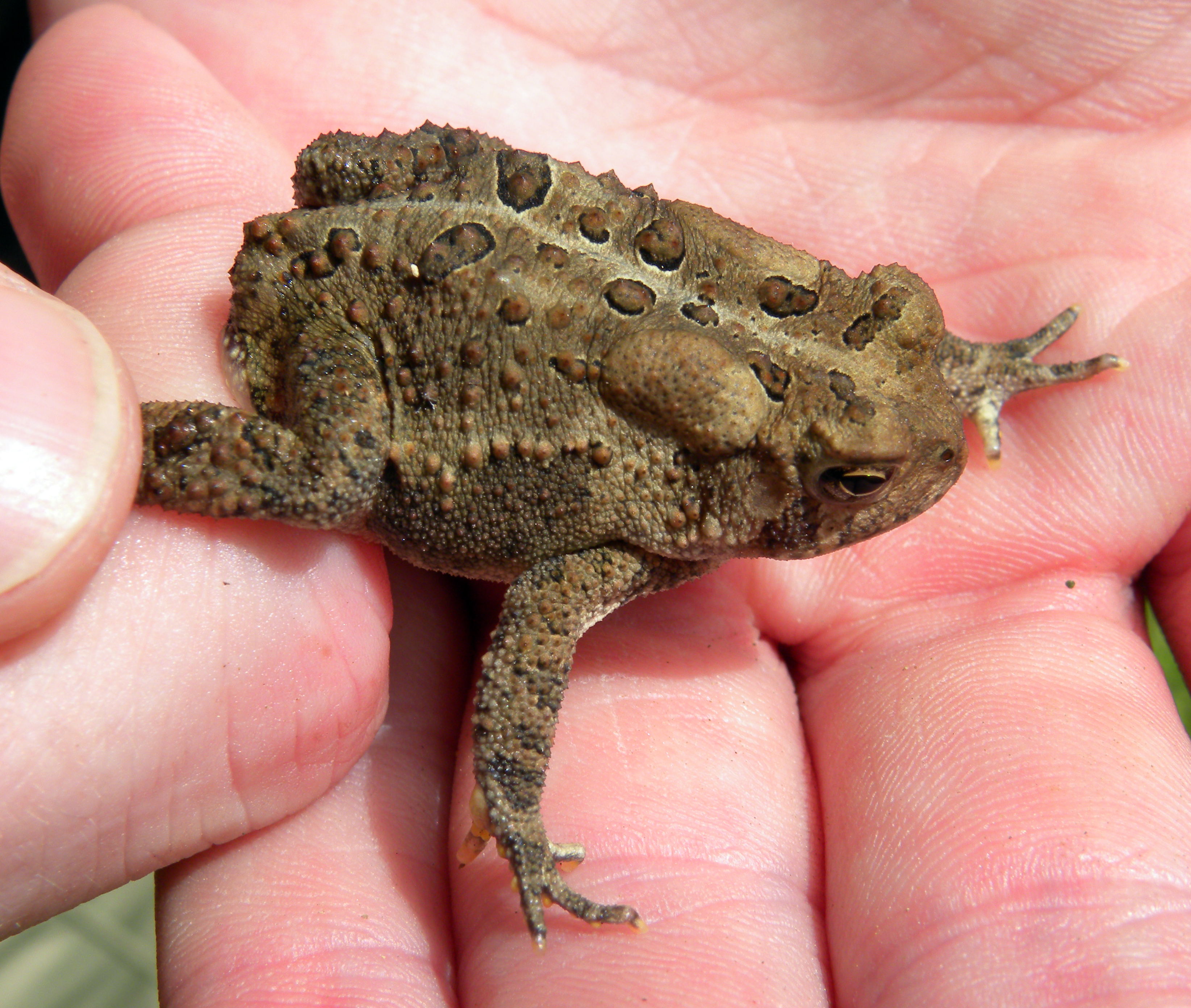
Bufo americanus americanus